# NGC 7102
NGC 7102 је спирална галаксија у сазвежђу Пегаз која се налази на NGC листи објеката дубоког неба.
Деклинација објекта је + 6° 17' 9" а ректасцензија 21h 39m 44,5s. Привидна величина (магнитуда) објекта NGC 7102 износи 12,9 а фотографска магнитуда 13,7. NGC 7102 је још познат и под ознакама UGC 11786, MCG 1-55-8, CGCG 402-13, IRAS 21372+0603, PGC 67120.